# Keith Truesdell
Keith Truesdell é um diretor e produtor de televisão americano. Ele é mais conhecido por dirigir diversos especiais de comédia stand-up para a televisão, como os de Chris Rock, Adam Sandler, Kathy Griffin, Janeane Garofalo, Joan Rivers, entre outros; além de alguns episódios de séries de televisão. Ele é coproprietário da Production Partners, Inc., uma produtora de televisão sediada em Los Angeles.
Ele recebeu duas indicações ao Primetime Emmy Award pela direção de Chris Rock: Bigger & Blacker em 2000 e Kathy Griffin: Straight to Hell em 2008.
With Bob and David, Curb Your Enthusiasm, All That, Kenan & Kel, Grounded for Life, The Tracy Morgan Show, The Bernie Mac Show, Everybody Hates Chris, My Boys, Girlfriends, Jimmy Kimmel Live, Real Time with Bill Maher, 7th Heaven, Fat Actress, The Secret Life of the American Teenager.